# Lukas Rotgans
Lukas Rotgans (Amsterdam, geboren in november 1653, gedoopt op 26 november 1653 – Maarssen, 3 of 4 november 1710) was een Nederlands schrijver. Zijn werk wordt gezien als onderdeel van het Frans-classicisme in Nederland.
Rotgans stamde uit een oud en rijk Amsterdams geslacht. Hij was de zoon van Jacob Rotgans, commissaris der monstering van Holland en Maria Magdalena Timmerman, die woonden in Nijenrode aan de Vecht. Omdat zijn ouders vroeg overleden werd Rotgans opgevoed door zijn grootmoeder, die in Cromwijck woonde, ook aan de Vecht. Rotgans bezocht de Latijnse school in Utrecht. Hij heeft nooit een ambt hoeven uitoefenen om zijn brood te verdienen. Zijn boeken werden deels uitgegeven door zijn vriend François Halma uit Leeuwarden.
Bij het uitbreken van de oorlog in het rampjaar 1672, ging hij in het leger, waar hij vaandrig werd. Hij verliet het leger weer in 1674, omdat er geen promotie voor hem in zat. Cromwijck, dat in de oorlog verwoest was, liet hij herbouwen, al dan niet samen met zijn grootmoeder.
Na de Vrede van Nijmegen (1678) reisde hij naar Parijs en werd beïnvloed door de Franse hofcultuur. Terug in Cromwijck trouwde hij in 1687 met Anna Adriana de Salengre, die in 1689 overleed. Het echtpaar kreeg twee dochters en een zoontje, dat jong overleed. Pas na het overlijden van zijn vrouw kwam Rotgans' dichterschap tot ontplooiing. Rotgans woonde naast Cromwijck ook in Utrecht, waar hij officieel ingeschreven was.
Rotgans overleed aan de pokken, in die tijd "de kinderziekte" genoemd. Hij werd begraven in Breukelen.

## Werken
- Op de vervolginge tegen de belyders van den hervormden godsdienst door Lodewijk den XIV (1684). In dit boek, dat het debuut van Rotgans zou zijn, behandelt Rotgans het lot van de Franse hugenoten.
- Gedicht op Goudestein aan Johan Huydekoper (1690)
- Een heldendicht over Willem de Derde in acht boeken en ca 9000 verzen, getiteld Wilhem de Derde, door Gods genade, Koning van Engeland, Schotland, Vrankryk en Ierland, beschermer des geloofs, enz.enz.enz. (1698).
- Boerekermis (1708). Dit beschrijft de kermisgangers en de kermispret, vergelijkbaar met Brederode's boertige kluchten. Willem Kloos deed dit werk denken aan de schilderijen van Ostade en Jan Steen.
- De treurspelen Eneas en Turnus, uit 1736 en Scilla uit 1751. De beide drama's werden goed ontvangen en zijn tot het eind van de 18de eeuw gespeeld
- Rotgans Poëzij, van verscheide mengelstoffen; met konstplaaten versiert (1715)
- Zedelessen uit de oude verdichtzelen getrokken, en in verscheide dichtmaat opgesteld (1712)
- Stichtse lofbazuin, geblaazen over het veroveren van Ierland, door den welgebooren heer Godard, baron van Reede (1691)
- de Mislukte Koningsmoordt